# Eurofighter Typhoon
|  | Denne artikel omhandler det moderne kampfly. For kampflyet Typhoon fra 2. Verdenskrig, se Hawker Typhoon. |
Eurofighter Typhoon er et tomotors kampfly udviklet af Eurofighter GmbH, som blev stiftet i 1983. Konsortiet bestod af: British Aerospace (33 %), Daimler-Benz (33 %), Alenia Aeronautica (21 %) og CASA (13 %). Senere blev Daimler-Benz og CASA samlet i EADS. De stiftende lande regner med at anskaffe 520 ensædede og 100 tosædede. Man forventer at kunne eksportere 400 fly til Grækenland, Sydkorea, Norge, Australien, Tjekkiet, Polen, Saudi-Arabien og Singapore.
Eurofighter deltog indtil december 2007 i konkurrencen om et nyt kampfly til Flyvevåbnet, men trak sig ud af forhandlingerne, da de mente at Danmark favoriserede Joint Strike Fighter. I 2013 fik Eurofighter-konsortiet lov til at komme tilbage i konkurrencen efter den store fokus der havde været på Joint Strike Fighteren.

## Brugere
- Luftwaffe[4] 109 (+34 i bestilling)
  - Jagdgeschwader 31 Boelcke, afløste Tornado IDS
  - Jagdgeschwader 73 Steinhoff, afløste MiG-29 og F-4F
  - Jagdgeschwader 74 Mölders, afløste F-4F
- Royal Air Force[4] 124 (+36 i bestilling)
  - No. 1 Squadron, afløste Harrier GR.9
  - No. 3 Squadron, afløste Harrier GR.7
  - No. 6 Squadron, afløste Jaguar GR.3
  - No. 11 Squadron, afløste Tornado F.3
  - No. 29 Squadron, afløste Tornado F.3
  - No. 41 Squadron, afløste Tornado GR.4
  - No 1435 Flight på Falklandsøerne
- Aeronautica Militare Italiana[4] 76 (+20 i bestilling)
  - 4° Stormo, afløste Tornado F.2
  - 36° Stormo, afløste Tornado ADV
  - 37° Stormo, afløste F-16A
- Ejército del Aire[4] (Spanien) 53 (+20 i bestilling)
  - Ala 11, afløste Mirage C.14
  - Ala 14, afløste Mirage C.14
- Østrig[4] 15
  - Überwachungsgeschwader Zeltweg, afløste F-5 Tiger II
- Saudi-Arabien 1 (+71 i bestilling)
- Oman 12 i bestilling[5]
- Kuwait – 28 bestilt[6]

## Eksterne links
- Wikimedia Commons har flere filer relateret til Eurofighter Typhoon
- eurofighter.com Arkiveret 13. september 2008 hos  Wayback Machine Konsortiets hjemmeside

| Luftfart | Spire Denne artikel om flyvning er en spire som bør udbygges. Du er velkommen til at hjælpe Wikipedia ved at udvide den. |